# Pecabean
Pecabean is een bestuurslaag in het regentschap Tegal van de provincie Midden-Java, Indonesië. Pecabean telt 5613 inwoners (volkstelling 2010).